# سن رافائل د ولاسکو
سن رافائل د ولاسکو (به اسپانیایی: San Rafael de Velasco) یک شهر در بولیوی است که در استان خوزه میگوئل د ولاسکو واقع شده‌است. سن رافائل د ولاسکو ۲٬۰۵۷ نفر جمعیت دارد.